# Riacho City Futebol Clube
O Riacho City Futebol Clube é um clube de futebol brasileiro, sediado em Riacho Fundo, no Distrito Federal. Suas cores são amarelo e preto.[carece de fontes?]

## História
O clube foi fundado por António Teixeira, um pastor evangélico nascido na Guiné-Bissau, como Associação Desportiva Armagedon Metropolitana Renovo. Em 2010, o clube adotou o nome de Sociedade Desportiva e Empresarial Afrobrasileira Bolamense Futebol Clube, nome pelo qual permaneceu até 2022, quando adotou o nome atual.
Em 2017, o Bolamense conquistou o seu primeiro título: foi campeão da segunda divisão do Campeonato Brasiliense, e, portanto, jogou na divisão de elite em 2018.[carece de fontes?]

## Títulos
| METROPOLITANOS | METROPOLITANOS                           | METROPOLITANOS | METROPOLITANOS |
|                | Competição                               | Títulos        | Temporadas     |
| -------------- | ---------------------------------------- | -------------- | -------------- |
|                | Campeonato Brasiliense - Segunda Divisão | 1              | 2017           |